# Karen Jo Fields
Karen Jo Fields (Oslo, 7 dicembre 1973) è una cantante norvegese.

## Biografia
Nata da madre norvegese e da padre cherokee, Karen Jo Fields è cresciuta fra la capitale norvegese e l'Arizona. Scoperta da Christer Falck, il proprietario di un negozio di dischi di Oslo, ha potuto produrre il suo album di debutto quando questo nel 1999 ha vinto la prima edizione del reality show di TV3 Robinsonekspedisjonen e ha deciso di finanziare il disco dell'amica con il ricavato.
Ne è risultato il singolo di debutto della cantante, Embrace Me, che ha raggiunto il 14º posto nella classifica norvegese e che ha anticipato l'album di debutto omonimo del 2001. Il disco ha venduto 7 500 copie a livello nazionale. È stato seguito dal secondo album Chase the Blue nel 2003 e dal terzo disco In Your Pages nel 2005, che hanno rispettivamente raggiunto la 12ª e la 29ª posizione in classifica.

## Discografia

### Album in studio
- 2001 – Embrace Me
- 2003 – Chase the Blue
- 2005 – In Your Pages

### EP
- 2011 – 4songs

### Singoli
- 2000 – Embrace Me
- 2001 – A Home Out There
- 2003 – Let's Talk About Love
- 2003 – Chase the Blue
- 2005 – In Your Pages
- 2005 – When We're Together

#### Come artista ospite
- 2004 – Young Woman (Molo Mekaniske feat. Karen Jo Fields)
- 2013 – Miami Mizzle Love Theme (Noirway feat. Karen Jo Fields)